# Alphelixia sicca
Alphelixia sicca är en kackerlacksart som först beskrevs av Walker, F. 1869.  Alphelixia sicca ingår i släktet Alphelixia och familjen jättekackerlackor. Inga underarter finns listade i Catalogue of Life.